# Juca
Júlio Cernadas Pereira, meglio noto come Juca (Maputo, 13 ottobre 1929 – 11 ottobre 2007), è stato un allenatore di calcio e calciatore portoghese, di ruolo centrocampista.

## Carriera
Dopo aver militato nello Sporting Lisbona fu nominato allenatore del club in tre occasioni; nel 1961, nel 1964 e nel 1975.
Fu anche selezionatore della Portogallo per tre volte, nel 1977-1978, nel 1980-1982 e nel 1987-1989; entrambe le volte la squadra fallì la qualificazione al Campionato mondiale di calcio.

## Palmarès

### Giocatore

#### Competizioni nazionali
- Campionato portoghese: 5

Sporting Lisbona: 1950-1951, 1951-1952, 1952-1953, 1953-1954, 1957-1958
- Coppa del Portogallo: 1

Sporting Lisbona: 1953-1954

### Allenatore

#### Competizioni nazionali
- Campionato portoghese: 2

Sporting Lisbona: 1961-1962, 1965-1966
- Coppa del Portogallo: 1

Sporting Lisbona: 1962-1963